# Liechtenstein aux Jeux olympiques d'hiver de 2026
Le Liechtenstein participera aux Jeux olympiques d'hiver de 2026 à Milan et Cortina d'Ampezzo, en Italie, du 6 au 22 février 2026. Ce sera sa vingt-et-unième participation aux Jeux d'hiver.

## Médaillés
| Sport | Discipline | Athlète(s) | Performance | Date |
| ----- | ---------- | ---------- | ----------- | ---- |
|       |            |            |             |      |

| Sport | Discipline | Athlète(s) | Performance | Date |
| ----- | ---------- | ---------- | ----------- | ---- |
|       |            |            |             |      |

| Sport | Discipline | Athlète(s) | Performance | Date |
| ----- | ---------- | ---------- | ----------- | ---- |
|       |            |            |             |      |